# Championnat des Antilles néerlandaises de football 1983 (printemps)
Navigation
Saison précédente Saison suivante
Le tournoi de printemps 1983 du Championnat des Antilles néerlandaises de football est la vingtième édition de la Kopa Antiano, le championnat des Antilles néerlandaises. Les deux meilleures équipes d'Aruba et de Curaçao se rencontrent lors d'un tournoi inter-îles, Bonaire n'envoyant aucun club cette saison. 
Les quatre équipes qualifiées s'affrontent en matchs aller-retour à élimination directe.
C'est le Sport Unie Brion-Trappers qui est sacré cette saison après avoir battu le SV Dakota. Il s’agit du troisième titre de champion des Antilles néerlandaises de l’histoire du club.
Le vainqueur de la Kopa Antiano se qualifie pour la Coupe des champions de la CONCACAF 1983.

## Compétition
Le barème utilisé pour établir le classement est le suivant :
- Victoire : 2 points
- Match nul : 1 point
- Défaite : 0 point

### Championnat d'Aruba
- Le SV Dakota est sacré champion d'Aruba 1982 devant le SV Racing Club Aruba. Les deux clubs se qualifient pour la Kopa Antiano.

### Championnat de Bonaire
- Aucun club bonairien ne se qualifie pour la Kopa Antiano car le championnat n'est pas disputé cette saison.

### Championnat de Curaçao

#### Phase régulière
| Rang | Équipe                     | Pts | J  | G  | N  | P  | Bp | Bc | Diff |
| ---- | -------------------------- | --- | -- | -- | -- | -- | -- | -- | ---- |
| 1    | Union Deportivo Banda Abou | 32  | 21 | 11 | 9  | 1  | 31 | 17 | +14  |
| 2    | Sport Unie Brion-Trappers  | 32  | 21 | 13 | 5  | 3  | 28 | 15 | +13  |
| 3    | CRKSV Jong HollandT        | 27  | 21 | 10 | 7  | 4  | 20 | 12 | +8   |
| 4    | CRKSV Jong Colombia        | 21  | 21 | 6  | 9  | 6  | 16 | 16 | 0    |
| 5    | RKVFC Sithoc               | 18  | 21 | 7  | 4  | 10 | 23 | 25 | -2   |
| 6    | SV Victory Boys            | 16  | 21 | 3  | 10 | 7  | 23 | 26 | -3   |
| 7    | RKSV Scherpenheuvel        | 15  | 21 | 4  | 7  | 10 | 18 | 23 | -5   |
| 8    | RKSV Centro DominguitoP    | 7   | 21 | 2  | 3  | 15 | 17 | 42 | -25  |

|  | Qualification pour la phase finale                 |
|  | Relégation directe en Tweede Divisie               |
|  | T : Tenant du titre P : Promu de deuxième division |

#### Phase finale
|  | Demi-finales               | Demi-finales               | Demi-finales               | Demi-finales               |                           |                           | Finale                 | Finale                 | Finale                 | Finale                 |
|  |                            |                            |                            |                            |                           |                           |                        |                        |                        |                        |
|  | 7 et 12 décembre 1982      | 7 et 12 décembre 1982      | 7 et 12 décembre 1982      | 7 et 12 décembre 1982      |                           |                           | 17 et 19 décembre 1982 | 17 et 19 décembre 1982 | 17 et 19 décembre 1982 | 17 et 19 décembre 1982 |
|  | CRKSV Jong HollandT        | CRKSV Jong HollandT        | 0                          | 0                          |                           |                           | 17 et 19 décembre 1982 | 17 et 19 décembre 1982 | 17 et 19 décembre 1982 | 17 et 19 décembre 1982 |
|  | CRKSV Jong HollandT        | CRKSV Jong HollandT        | 0                          | 0                          |                           |                           | 17 et 19 décembre 1982 | 17 et 19 décembre 1982 | 17 et 19 décembre 1982 | 17 et 19 décembre 1982 |
|  | Sport Unie Brion-Trappers  | Sport Unie Brion-Trappers  | 0                          | 2                          |                           |                           | 17 et 19 décembre 1982 | 17 et 19 décembre 1982 | 17 et 19 décembre 1982 | 17 et 19 décembre 1982 |
|  | Sport Unie Brion-Trappers  | Sport Unie Brion-Trappers  | 0                          | 2                          | Sport Unie Brion-Trappers | Sport Unie Brion-Trappers | 4                      | 0                      |                        |                        |
|  | 5, 9 et 14 décembre 1982   |                            |                            |                            | Sport Unie Brion-Trappers | Sport Unie Brion-Trappers | 4                      | 0                      |                        |                        |
|  |                            |                            | Union Deportivo Banda Abou | Union Deportivo Banda Abou | 1                         | 1                         |                        |                        |                        |                        |
|  | CRKSV Jong Colombia        | CRKSV Jong Colombia        | Union Deportivo Banda Abou | Union Deportivo Banda Abou | 1                         | 1                         | 1                      | 0 [0]                  |                        |                        |
|  | CRKSV Jong Colombia        | CRKSV Jong Colombia        |                            |                            |                           |                           |                        | 0 [0]                  |                        |                        |
|  | Union Deportivo Banda Abou | Union Deportivo Banda Abou | 0                          | 2 [1]                      |                           |                           |                        |                        |                        |                        |
|  | Union Deportivo Banda Abou | Union Deportivo Banda Abou | 0                          | 2 [1]                      |                           |                           |                        |                        |                        |                        |

- Le Sport Unie Brion-Trappers et l'Union Deportivo Banda Abou se qualifient pour la Kopa Antiano.

### Kopa Antiano
|  | Demi-finales               | Demi-finales               | Demi-finales              | Demi-finales              |           |           | Finale             | Finale             | Finale             | Finale             |
|  |                            |                            |                           |                           |           |           |                    |                    |                    |                    |
|  | 27 février et 6 mars 1983  | 27 février et 6 mars 1983  | 27 février et 6 mars 1983 | 27 février et 6 mars 1983 |           |           | 13 et 20 mars 1983 | 13 et 20 mars 1983 | 13 et 20 mars 1983 | 13 et 20 mars 1983 |
|  | SV Dakota                  | SV Dakota                  | 2                         | 2                         |           |           | 13 et 20 mars 1983 | 13 et 20 mars 1983 | 13 et 20 mars 1983 | 13 et 20 mars 1983 |
|  | SV Dakota                  | SV Dakota                  | 2                         | 2                         |           |           | 13 et 20 mars 1983 | 13 et 20 mars 1983 | 13 et 20 mars 1983 | 13 et 20 mars 1983 |
|  | Union Deportivo Banda Abou | Union Deportivo Banda Abou | 2                         | 1                         |           |           | 13 et 20 mars 1983 | 13 et 20 mars 1983 | 13 et 20 mars 1983 | 13 et 20 mars 1983 |
|  | Union Deportivo Banda Abou | Union Deportivo Banda Abou | 2                         | 1                         | SV Dakota | SV Dakota | 1                  | 1                  |                    |                    |
|  | 27 février et 6 mars 1983  |                            |                           |                           | SV Dakota | SV Dakota | 1                  | 1                  |                    |                    |
|  |                            |                            | Sport Unie Brion-Trappers | Sport Unie Brion-Trappers | 2         | 2         |                    |                    |                    |                    |
|  | Sport Unie Brion-Trappers  | Sport Unie Brion-Trappers  | Sport Unie Brion-Trappers | Sport Unie Brion-Trappers | 2         | 2         | 6                  | 1                  |                    |                    |
|  | Sport Unie Brion-Trappers  | Sport Unie Brion-Trappers  |                           |                           |           |           |                    | 1                  |                    |                    |
|  | SV Racing Club Aruba       | SV Racing Club Aruba       | 0                         | 0                         |           |           |                    |                    |                    |                    |
|  | SV Racing Club Aruba       | SV Racing Club Aruba       | 0                         | 0                         |           |           |                    |                    |                    |                    |

## Bilan de la saison
| Championnat des Antilles néerlandaises de football 1983 |                                      |
| Champion                                                | Sport Unie Brion-Trappers (3e titre) |
| Qualifications continentales                            |                                      |
| Coupe des champions de la CONCACAF 1983                 | Sport Unie Brion-Trappers            |
| Promotions et relégations                               |                                      |
| Promus en Kopa Antiano                                  | Aucun                                |
| Relégués                                                | Aucun                                |